# Aimé Césaire
Aimé Fernand David Césaire (Basse-Pointe, Martinica, 26 de junio de 1913-Fort-de-France, ibídem, 17 de abril de 2008) fue un poeta y político martinicano. Fue el ideólogo del concepto de la negritud y su obra ha estado marcada por la defensa de sus raíces africanas.

## Biografía
El segundo de siete hijos, su padre era cobrador de impuestos y su madre ama de casa. Su abuelo había sido el primer profesor negro de Martinica y su abuela, en oposición a muchas de las mujeres de su generación, sabía leer y escribir y enseñó a hacerlo a sus nietos desde muy jóvenes.
Entre 1919 y 1924, Aimé Césaire cursa la escuela primaria su ciudad natal. En 1924 obtiene una beca para ingresar en el liceo Victor Schœlcher en la capital de la isla. En esta institución tiene como profesores a Gilbert Gratiant, figura influyente de la cultura de Martinica, y a Octave Mannonni, autor de Psychologie de la colonisation (Psicología de la colonización), texto que Césaire criticará más tarde en su Discurso sobre el colonialismo.
En septiembre de 1932 llega a París para ingresar la escuela preparatoria del liceo Louis-le-Grand, dentro del programa literario (conocido popularmente en francés como hypokhâgne). Comienza una amistad con Léopold Sedar Senghor, quien a la postre sería el primer presidente de Senegal independiente.
En 1934, junto con Sedar Senghor y Louis Gontran Damas, funda la revista L'Étudiant Noire (‘El estudiante negro’). Colabora con ellos Suzanne Roussy, con quien contraerá matrimonio en 1937. Es a través de este proyecto que Césaire empieza a utilizar el concepto de negritud.
Entre 1935 y 1938 realiza estudios en la Escuela Normal Superior, de donde se graduará con la tesis «Le Thème du Sud dans la littérataure nègro-américaine des USA» (‘El tema del Sur en la literatura negro-estadounidense en EUA’).
En 1935 inicia con la escritura de Cahier d'un retour au pays natal (‘Cuaderno de un regreso al país natal’), libro que publicará en 1939, año en el que regresa a Martinica. Él y Suzanne son asignados como profesores en el liceo Victor Schœlcher, donde Aimé tendrá como estudiantes a Frantz Fanon y a Édouard Glissant.

### Actividad durante la Segunda Guerra Mundial
La situación en Martinica a finales de la década de 1930 era la de una zona encaminada hacia la total alienación cultural, ya que la élite local prefería siempre cualquier referencia proveniente de la metrópoli colonial, Francia. En temas literarios, las escasas obras martiniquesas de la época suelen estar teñidas de un exotismo biempensante, y adoptan la mirada exterior que se puede encontrar en los libros franceses que hablan de la Martinica. Este duduísmo, que utilizan autores como Mayotte Capécia ha sido el principal motivo por el que han aumentado los clichés a los que se ve sometida la población de Martinica.
Como reacción a esa situación, el matrimonio Césaire, apoyado por otros intelectuales martiniqueses como René Ménil y Aristide Maugée, funda en 1941 la Revue Tropiques, en la cual colaboran no solo intelectuales sino también botanistas como Henri Stehlé y zoólogos como Robert Pinchon. En un reportaje concedido en 1978, Césaire explica que la inclusión de ese tipo de contribución en una revista cultural, tenía por objeto sensibilizar los martiniqueses a su medio ambiente natural, y así favorecer la identidad cultural.  Durante la Segunda Guerra Mundial, los Estados Unidos proceden a bloquear la Martinica, debido a la desconfianza que sienten ante los representantes del régimen colaboracionista de Vichy), lo que hace que las condiciones de vida en la isla se deterioren.
El régimen instaurado por el Almirante Robert, enviado especial del gobierno de Vichy es racista y represor. En los pueblos fueron cesados los representantes electos negros y sustituidos por representantes de la aristocracia criolla, los békés. En ese contexto, la censura apunta de modo directo contra la revista Tropiques, que solo irá apareciendo con dificultades hasta 1943.
El conflicto mundial también marca el paso por Martinica del poeta surrealista André Breton (que cuenta sus experiencias en un breve opúsculo, Martinica, encantadora de serpientes). Breton descubre la poesía de Césaire por el Cuaderno de un retorno al país natal y se encuentra con él en 1941. En 1943 redacta el prólogo de la edición bilingüe del “Cuaderno…”, que se publica en el número 35 de la revista “Fontaine” que dirige Max-Pol Fouchet y en 1944 el del compendio Las armas milagrosas, que marca la adhesión de Césaire al surrealismo.
Apodado "el negro fundamental", influirá en autores como Frantz Fanon, Edouard Glissant (alumnos de Césaire en el liceo Schoelcher), el guadalupeño Daniel Maximin y muchos otros. Su pensamiento y su poesía también marcaron a los intelectuales africanos y afroamericanos en su lucha contra el colonialismo y la desculturización.

### Carrera política tras la Segunda Guerra Mundial
En 1945, Aimé Césaire se afilia al Partido Comunista Francés, y a la cabeza de ese partido es elegido alcalde de la capital de la isla, Fort-de-France. También se presenta y sale elegido diputado a la Asamblea Nacional por Martinica, escaño que conservará sin interrupción hasta 1993. Aunque durante mucho tiempo se declaró independentista sus aspiraciones una vez elegido eran más modestas, teniendo en cuenta la situación económica y social de la Martinica, muy deteriorada tras años de bloqueo y tras el desplome de la industria azucarera, y trató de conseguir el estatus de departamento para la Martinica, cosa que se produce en 1946.
Era esta una reivindicación que databa de finales del siglo XIX y que se había consolidado en 1935, en el tricentenario de la unión de la Martinica a Francia que llevó a cabo Belain d'Esnambuc. La postura de Césaire no fue bien entendida entre los muchos movimientos de izquierda martiniqueses, que se eran más favorables a la independencia, e iba a contracorriente de los movimientos de liberación de Indochina, India o el Magreb. La medida tenía como objetivo, según Césaire, luchar contra la preponderancia béké en la política martiniquesa, contra el clientelismo, la corrupción y el conservadurismo estructural que llevaban aparejados. Según Césaire fue para conseguir un saneamiento, una modernización, y para permitir el desarrollo económico y social de Martinica por lo que adoptó dicha decisión.
En 1947, Césaire crea junto a Alioune Diop la revista Présence africaine. En 1948 aparece el libro Anthologie de la nouvelle poésie nègre et malgache, con prólogo de Jean-Paul Sartre que consagra el movimiento de la negritud.
Aimé Cesaire pierde sus ilusiones sobre la Unión Soviética con la revelación de los crímenes de Stalin y la intervención soviética en Hungría en 1956. Abandona el PCF  y funda dos años después el Partido Progresista Martiniqués (PPM), desde el que reivindicará la autonomía de Martinica. Alineado con los “no inscritos” de la Asamblea Nacional entre 1958 y 1978, y en el grupo socialista de 1978 a 1993. Césaire seguirá siendo alcalde de Fort-de-France hasta en 2001.
El desarrollo de la capital de Martinica a partir de la Segunda Guerra Mundial se caracterizó por un masivo éxodo rural, provocado por el declive de la industria azucarera y la explosión demográfica provocada por la mejora de las condiciones sanitarias de la población. La política social llevada a cabo favoreció la creación de una base electoral estable para el PPM. La política cultural de Aimé Césaire se simboliza con la creación del Servicio Municipal de Acción Cultural (SERMAC), que a través de talleres de arte popular (baile, artesanía, música) y el prestigioso festival de Fort-de-France.
Aimé Césaire se retiró de la vida política (en especial de la alcaldía de Fort-de-France, dejando el puesto en manos de Serge Letchimy), pero sigue siendo un personaje imprescindible para entender la historia de Martinica. Tras la muerte de su compañero y amigo Senghor, permanece como uno de los últimos fundadores del pensamiento de la negritud.

## El concepto denegritud
En contacto con los jóvenes africanos que se encontraban estudiando en París, Aimé Césaire y su amigo de la Guayana Francesa Léon-Gontran Damas, al que ya había conocido en Martinica, van descubriendo una parte desconocida de su identidad, el componente africano, víctimas de la alienación cultural característica de las sociedades coloniales de Martinica y Guayana Francesa.
En 1934, en las páginas de El estudiante negro aparecerá por primera vez el término “negritud”. Este concepto, ideado por Aimé Césaire como reacción a la opresión cultural del sistema colonial francés, tiene como objetivo, por una parte rechazar el proyecto francés de asimilación cultural y por otra fomentar la cultura africana, desprestigiada por el racismo surgido de la ideología colonialista.
Edificado pues en contra de la ideología colonial francesa de la época, el proyecto de la Negritud es más cultural que político. Se trata, más allá de una visión partidista y racial del mundo, de un humanismo activo y concreto, destinado a todos los oprimidos del planeta. En efecto, Césaire declarará: “Soy de la raza de los que son oprimidos”.
En febrero de 1987, como parte de la Primera Conferencia Hemisférica de los Pueblos Negros de la Diáspora, organizada en su honor en la Universidad Internacional de Florida, en Miami, Césaire explica que la negritud expresa la pertenencia a una comunidad oprimida y excluida, pero que se mantiene en lucha continua. La negritud, ahonda, no es una filosofía, ni una metafísica, ni una concepción pretenciosa del universo, sino una manera de vivir la historia de esa comunidad al interior de la historia, y la cual incluye la deportación masiva de poblaciones enteras, el tráfico de humanos a través de continentes y los recuerdos de una tradición y una serie de creencias que se intentaron asesinar.

## Crítica al colonialismo
Considerado como uno de los precursores de los Estudios Poscoloniales, Aimé Césaire expresa su crítica al colonialismo europeo a través de distintos textos, principalmente su ensayo Discurso sobre el colonialismo. En él, el escritor considera que el continente europeo es hipócrita e inmoral y que su proyecto colonialista es indefendible. Asimismo considera que la infalibilidad europea está sujeta a discusión desde el momento en que es incapaz de resolver la miseria y alienación que él mismo construyó a través de las conquistas coloniales.
Para subrayar la mencionada hipocresía, el ensayo argumenta que la crítica unánime al nazismo y a Hitler estriba, no en la violencia ejercida contra otros seres humanos, sino en el uso de las mismas prácticas coloniales contra sociedades “blancas” europeas. De igual forma, demuestra cómo la clase intelectual europea ha difundido discursos racistas y esclavistas en el pasado, como el caso de Ernest Renan y De Lapouge.
Finalmente, el autor hace un vínculo entre la violencia del capitalismo y la del colonialismo en repetidas ocasiones: 

Qu’on le veuille ou non: au bout du cul-de-sac Europe, je veux dire l’Europe d’Adenauer, de Schuman, Bidault et quelques autres, il y a Hitler. Au bout du capitalisme, désireux de se survivre, il y a Hitler. Au bout de l’humanisme formel et du renoncement philosophique, il y a Hitler.(p. 14).
Lo queramos o no, al final del callejón sin salida que es Europa, aquella de Adenauer, de Schuman, de Bidault y algunos otros, está Hitler. Al final del capitalismo, deseoso de sobrevivir, está Hitler. Al final del humanismo formal y de renuncia filosófica, está Hitler (p. 14).

Au fait, le dossier [contre l'Europe] est accablant. Un rude animal qui, par l’élémentaire exercice de sa vitalité, répand le sang et sème la mort, on se souvient qu’historiquement, c’est sous cette forme d’archétype féroce que se manifesta, à la conscience et à l’esprit des meilleurs, la révélation de la société capitaliste (p. 55).
El caso [contra Europa] es abrumador. Es como si un animal que, haciendo uso de su más elemental vitalidad, repartiera la sangre y sembrara la muerte, pues hay que recordar que históricamente bajo esta misma forma feroz se manifestó, en la consciencia y espíritu de los mejores, la revelación de la sociedad capitalista (p. 55).

## Obras (en francés)
- Œuvres complètes (tres volúmenes), Fort-de-France, 1976.

### Poesía
- Cahier d'un retour au pays natal, París, 1939.
- Les Armes miraculeuses 1946.
- Soleil cou coupé 1947.
- Corps perdu (grabados de Picasso), París, 1950.
- Ferrements, París, 1960.
- Cadastre, París, 1961.
- Moi, laminaire, París, 1982.
- La Poésie, París, 1994.

### Teatro
- Et les chiens se taisaient, París, 1958.
- La Tragédie du roi Christophe, París, 1963.
- Une saison au Congo, París, 1966.
- Une tempête, d'après 'La Tempête' de William Shakespeare: adaptation pour un théâtre nègre), París, 1969.

### Ensayos
- Esclavage et colonisation, París, 1948.
- Discurso sobre el colonialismo, París, 1955.
- Discours sur la négritude, 1950.

### Historia
- Toussaint Louverture, La révolution Française et le problème colonial, París, 1962.

### Entrevista
- Nègre je suis, nègre je resterai. Entretiens avec Françoise Vergès, París, 2005.[8]

### Grabación de audio
- Aimé Césaire, París, “Les Voix de l'écriture”, 1994.

## Acerca de Aimé Césaire (en francés)
CAILLER, Bernadette, Proposition poétique: une lecture de l'œuvre d'Aimé Césaire, Sherbrooke (Québec), 1976.
CARPENTIER, Gilles, Scandale de bronze: lettre à Aimé Césaire, París, 1994.
CONFIANT, Raphaël, Aimé Césaire. Une traversée paradoxale du siècle, París, 1994.
DELAS, Daniel, Portrait littéraire, París, 1991.
HALE, Thomas A., Les écrits d'Aimé Césaire, Bibliographie commentée, en “Etudes françaises”, t. XIV, n.º 3-4, Montréal, 1978.
HENANE, René, Aimé Césaire, le chant blessé: biologie et poétique, París, 2000.
HOUNTONDJI, Victor M., Le Cahier d'Aimé Césaire. Eléments littéraires et facteurs de révolution, París, 1993.
KESTELOOT, Lilyan, Aimé Césaire, París, 1979.
LEBRUN, Annie, Pour Aimé Césaire, París, 1994.
LEINER, Jacqueline, Aimé Césaire: le terreau primordial, Tübingen, 1993.
LOUIS, Patrice, Aimé Césaire. Rencontre avec un nègre fondamental, París, 2004.
MALELA, Buata B., Les écrivains afro-antillais à Paris (1920-1960). Stratégies et postures identitaires, París, Karthala, coll. Lettres du Sud, 2008.
MALELA, Buata B., Aimé Césaire. Le fil et la trame: critique et figuration de la colonialité du pouvoir, París, Anibwe, 2009.
MBOM, Clément, Le Théâtre d'Aimé Césaire ou La primauté de l'universalité humaine, París, 1979.
MOTOUSSAM, Ernest, Aimé Césaire: député à l'Assemblée nationale, 1945-1993, París 1993.
NGAL, Georges, Aimé Césaire, un homme à la recherche d'une patrie, París, 1994.
NNE ONYEOZIRI, Gloria, La Parole poétique d'Aimé Césaire: essai de sémantique littéraire, París, 1992.
OWUSU-SARPONG, Albert, Le Temps historique dans l'œuvre théâtrale d'Aimé Césaire, Sherbrooke (Québec), 1986.
SONGOLO, Aliko, Aimé Césaire: une poétique de la découverte, París, 1985.
TOUMSON, Roger y HENRY-VALMORE, Simonne, Aimé Césaire, le nègre inconsolé, París, 1994.
TOWA, Marcien, Poésie de la négritude: approche structuraliste, Sherbrooke (Québec), 1983.

### Obras colectivas
TSHITENGE Lubabu Muitibile K. (editor), Césaire et Nous. Une rencontre entre l'Afrique et les Amériques au XXIe Siècle , Bamako, 2004.
Centre césairien d'études et de recherches, Aimé Césaire. Une pensée pour le XXIe S., París, 2003.
Aimé Césaire ou l'Athanor d'un alchimiste: Actas del primer coloquio internacional sobre la obra literaria de Aimé Césaire, Paris, 21-23 de noviembre de 1985, París, 1987.
Aimé Césaire, número especial 832-833, París, 1998.
Césaire 70, trabajos reunidos y presentados por Mbwil a Mpaang y Martin Steins, París, 2004.
LEINER, Jacqueline (editor), Soleil éclaté: mélanges offerts à Aimé Césaire à l'occasion de son soixante-dixième anniversaire, Tübingen, 1985.
THEBIA-MELSAN, Annick y LAMOUREUX, Gérard (editores), Aimé Césaire, pour regarder le siècle en face, París, 2000.
TOUMSO, Roger y LEIER, Jacqueline (editor), Aimé Césaire, du singulier à l'universel (Actas del coloquio internacional de Fort-de-France, 28-30 de junio de 1993), número especial de ”Œuvres et Critiques”, 1994.

## Filmografía
- 1976: Martinique, Aimé Césaire, un homme une terre (52mn – documental de Sarah Maldoror escrito por Michel Leiris), CRS, “Les amphis de la cinquième”.
- 1986: Miami, Martinique, Aimé Césaire, le masque des mots (52mn – documental de Sarah Maldoror).
- 1994: Aimé Césaire, une voix pour l'histoire (cuatro partes), de Euzhan Palcy.

## Traducciones al español

### Poesía
- Retorno Al País Natal. Traducción de Lydia Cabrera. Prefacio de Benjamin Péret. Ilustraciones de Wifredo Lam. La Habana: Molina y Compañía Editores, Colección de Textos Poéticos, 1945. Otras fuentes indican 1942 como año de edición:Archivado el 5 de enero de 2012 en Wayback Machine.

- Poesías. Selección, traducción y prólogo por Enrique Lihn. La Habana: Casa de las Américas, 1969. 195 pp.

- Cuaderno De Un Regreso Al País Natal. Prólogo y traducción de Agustí Bartra. Edición bilingüe. México D. F.: Ediciones Era, Biblioteca Era, 1969. 127 pp.

- Las Armas Milagrosas (poemas) / Y Los Perros Callaban (pieza teatral). Traducción y notas de Lysandro Z. D. Galtier. Edición bilingüe. Buenos Aires: Ediciones Librerías Fausto, 1974. 222 pp.

- Poemas. Selección y traducción de Luis López Álvarez. Texto bilingüe. Barcelona: Plaza & Janés Editores S.A., Selecciones de Poesía Universal, 1979. 167 pp.

- Poesías. Traducción al español por Enrique Lihn. Presentación por J. A. Calzadilla Arreaza. Caracas: El Perro Y La Rana Ediciones - Ministerio de La Cultura - Consejo Nacional De La Cultura, Colección Poesía Del Mundo - Serie Contemporáneos, 2005. 162 pp. Incluye los libros de poemas Cuaderno De Un Retorno Al País Natal, Las Armas Milagrosas, El Sol Guillotinado, Cuerpo Perdido, Herrajes, y la pieza teatral Y Los Perros Callan. ISBN 978-980-6964-09-9.

- Retorno Al País Natal. Traducción de Lydia Cabrera y Lourdes Arencibia. Prefacio de Benjamin Péret. Postfacio de Lourdes Arencibia. Ilustraciones sobre dibujos de Wifredo Lam. Zamora: Fundación Sinsonte, Colección El Sinsonte En el Patio Vecino 2, 2007. 120 pp. ISBN 978-84-935337-2-4.

### Teatro
- La Tragedia Del Rey Cristophe / Una Tempestad. Traducción de Carmen Kurtz. Barcelona: Barral Editores, Ediciones De Bolsillo, 1971. 181 pp.

- Y Los Perros Callaban en: Las Armas Milagrosas (Op. Cit., 1974).

- Y los perros callan en: Poesías (Op. Cit., 2005).

### Escritos políticos
- “África En América”. La Habana: Revista Casa De Las Américas, mayo-agosto de 1966, pp. 156-169. (Traducción al español de su texto Discours Sur Le Colonialisme, 1955).

- Discurso Sobre El Colonialismo (fragmento) [Folleto] . México: Universidad Nacional Autónoma de México, Coordinación de Humanidades, Centro de Estudios Latinoamericanos, Facultad de Filosofía y Letras: Unión de Universidades de América Latina, Colección Cuadernos de Cultura Latinoamericana UNAM 54, 1979. 25 pp.  Archivado el 4 de marzo de 2016 en Wayback Machine.

- Discurso Sobre El Colonialismo. Traducción de Mara Viveros Vigoya. Madrid: Editorial Akal, Colección Cuestiones De Antagonismo, 2006. 224 pp. ISBN 978-84-460-2167-4

## Estudios sobre Aimé Césaire en español
- Cordobés, Fernando. 2008. “El discurso anticolonial de Aimé Césaire”. Cuadernos Hispanoamericanos. 691.
- Gertrudis Gavidia de New. Iniciación A La Lectura de Aimé Césaire. Trabajo de Ascenso (Prof. Asistente). Mérida (Venezuela): Universidad de Los Andes, Facultad de Humanidades y Educación, Escuela de Letras, 1983. 96 hojas mecanografiadas. Incluye bibliografía.
- Oto, Alejandro de. 2011. “Aimé Césaire y Frantz Fanon. Variaciones sobre el archivo colonial/descolonial”. Tabula Rasa. (15): 149-169.

- Varios Autores. Para Leer a Aimé Césaire. Selección y presentación de Phillippe Ollé-Laprune. Traducción de José Luis Rivas y Fabienne Bradu. México: Fondo de Cultura Económica, Colección Tezontle, 2008. 414 pp. ISBN 9786071600165.

### En español
- Semblanza de Aimé Césaire

- Breve Antología Poética de Aimé Césaire; selección y traducción de José Luis Rivas en formato PDF.

- Fragmento de Cuaderno De Un Retorno Al País Natal en el sitio web del Festival Internacional de Poesía de Medellín

- Aimé Césaire: Acción Poética Y Negritud, ensayo de Ricardo Ferrada A. con abundante bibliografía sobre Césaire.

- Reseña a Discurso Sobre El Colonialismo (edición del 2006) (enlace roto disponible en Internet Archive; véase el historial, la primera versión y la última).

- Reseña a Para Leer a Aimé Césaire

- Obituario de Aimé Césaire en el diario español El País

### En francés
- Aimé Césaire, poeta de la universal fraternidad: sitio dedicado a la obra y al pensamiento del poeta (textos de Xavier Orville).
- Para mirar al siglo de frente: exposición montada por la Unesco en honor del poeta en 1998.
- Aimé Césaire, el arte de la negritud (enlace roto disponible en Internet Archive; véase el historial, la primera versión y la última).
- Khalid Chraibi, una entrevista de Aimé Césaire, con motivo de la creación en París, en 1965, de La Tragédie du roi Christophe.

- Datos: Q223955
- Multimedia: Aimé Césaire / Q223955
- Citas célebres: Aimé Césaire